# Селестун
Селесту́н (исп. Celestún) — небольшой город в Мексике, штат Юкатан, входит в состав одноимённого муниципалитета и является его административным центром. Численность населения, по данным переписи 2010 года, составила 6810 человек.

## Общие сведения
Название Celestún с майяского языка можно перевести как камень страха.
Поселение было основано в 1718 году, но и в доиспанский период в этих местах были рыбацкие хижины майя. В 1887 году в городе был возведён храм Непорочного зачатия. В 1927 году производство соли дало импульс в экономическом развитии города.